# Вермеер, Санне
Санне Вермеер (нидерл. Sanne Vermeer; род. 25 марта 1998) — нидерландская дзюдоистка, бронзовый призёр чемпионата мира 2021 года. Призёр II Европейских игр 2019 года и чемпионата Европы. 

## Биография
Санне Вермеер родилась в 1998 году и борется в весовой категории до 63 килограммов.
В 2019 году принимала участие в соревнованиях по дзюдо на II Европейских играх, которые состоялись в Минске, где завоевала бронзовую медаль в весовой категории до 63 килограмм. В схватке за третье место победила спортсменку из Германии Мартину Трайдос. В этом же году стала победительницей на турнире из серии Гран-при в Тбилиси. 
На чемпионате Европы 2021 года, который состоялся в Португалии, Санне в схватке за бронзовую медаль одержала победу над спортсменкой из Косова Лаурой Фазлиу и завоевала бронзовую медаль. 
На чемпионате мира 2021 года, который проходил в Венгрии в Будапеште, в июне, Санне завоевала бронзовую медаль в весовой категории до 63 кг, победив в схватке за третье место бразильскую спортсменку Кетлейн Квадрус.